# Nedrijáiliv
Nedrijáiliv (en ucraniano: Недригайлів, romanizado: Nedryhailiv; en ruso: Недригайлов, romanizado: Nedrigáilov) es un pueblo ucraniano perteneciente al óblast de Sumy. Situado en el norte del país, es parte del raión de Romny y centro del municipio (hromada) homónimo.

## Toponimia
El pueblo también es conocido con otros nombres (en polaco: Nedrygajłow).

## Geografía
Nedrijáiliv se encuentra cerca del río Sula, a 33 km de Romny y a 70 km de Sumy.  

## Historia
No se sabe con exactitud cuándo se estableció Nedrijáiliv como municipio. Las fuentes oficiales estiman que la ciudad se estableció no más tarde de 1632, pero otra versión de la historia de la ciudad la sitúa como fundada oficialmente en 1639 por un oficial del ejército polaco. Nedrijáiliv fue integrada en el regimiento de Sumy y albergaba una guarnición, que resistió el asedio (1708-1709) de las tropas del rey sueco y del hetman Iván Mazepa en la guerra del Norte. Entre 1727 y 1765, Nedrijáiliv es una ciudad en el uyezd de Putivl, pasando posteriormente primero al uyezd de Sumy y luego al de Lebedín, ambos en la gobernación de Járkov.
Durante la guerra civil rusa, Nedrijáiliv cambió de manos a lo largo de la guerra hasta que los soviéticos asentaron su poder el 18 de junio de 1921. El 5 de enero de 1923, se convirtió en el centro de ókrug y en febrero de 1939, pasó a formar parte del recién creado óblast de Sumy.
En la Segunda Guerra Mundial, el pueblo fue ocupado por tropas alemanas del 22 de septiembre de 1941 al 8 de septiembre de 1943. Nedrijáiliv recibió el estatus de asentamiento de tipo urbano en 1958.
Hasta el 18 de julio de 2020, Nedrijáiliv fue centro del raión de Nedrijáiliv. El raión se abolió en julio de 2020 como parte de la reforma administrativa de Ucrania, que redujo el número de raiones del óblast de Sumy a cuatro. El área del raión de Nedrijáiliv se fusionó con otros en el raión de Romny.En 2023, Nedrijáiliv perdió el estatus de asentamiento de tipo urbano en la legislación ucraniana debido a la eliminación de este estatus administrativo.

## Demografía
La evolución de la población de Nedrijáiliv entre 1897 y 2022 fue la siguiente:
| 5873                                                          | 5408 | 5286 | 5634 | 6604 | 6264 | 5795 | 5716 | 5252 |
| (Fuente: Cities & Towns of Ukraine y UKRAINE: Größere Städte) |      |      |      |      |      |      |      |      |

Según el censo de 2001, la lengua materna de la mayoría de los habitantes, el 97,53%, es el ucraniano; del 2,13% es el ruso.

## Economía
Gran parte de los terrenos al sur, este y oeste del municipio están dedicadas a la agricultura 

## Infraestructura

### Salud
Nedrijáiliv cuenta con un hospital inaugurado en octubre de 2006 y un centro de salud en el centro del pueblo.

### Transporte
La carretera nacional N7 pasa al oeste del pueblo y conecta Sumy y Romny.  